# Championnat d'Angleterre de football des moins de 23 ans et des moins de 18 ans
Le Championnat d'Angleterre de football des jeunes est un système de deux structures composées de différentes compétitions gérées à la fois par la Premier League et l'English Football League.

## Historique
Dès le début du XXe siècle, les grandes équipes possèdent des équipes réserves qui évoluent dans différentes ligues en compagnie d'équipes premières telles que la Central League (en), pour les clubs du nord et de la The Football Combination (en), pour ceux du sud.
La première grande réforme a lieu en 1999 lorsque les clubs de 'Premier League décident de créer la Premier Reserve League (en) pour unifier les compétitions des réserves de clubs et ainsi prendre la suite de la Central League (en) et de la The Football Combination (en), bien que ces compétitions continuent d'exister par la suite avec des équipes réserve de clubs de niveau inférieur. Un an auparavant, une autre compétition de jeunes est fondée, il s'agit de la Premier Academy League (en) (niveau U18).
En 2011, la deuxième réforme importante est voté avec le Elite Player Performance Plan (en) qui est mis en place dès 2012 avec une catégorisation des académies de clubs (Niveau 1, 2, 3, 4, 5) et la restructuration des deux compétitions principales sous le nom de Professional U21 Development League : la U21 Premier League et la U18 Premier League.
Il y a plusieurs niveaux par tranche d'âge dans lesquels se retrouvent les équipes de jeunes des clubs des quatre premiers échelons du football anglais. Les équipes sont placées dans chaque niveau par rapport à l'évaluation de leur académie.

## Compétitions U21/U23

### Histoire
La première réforme de 1999 lorsque la Premier Reserve League (en) est créée pour unifier les compétitions des réserves de clubs et prendre la suite de la Central League (en) (au nord) et de la The Football Combination (en) (au sud), bien que ces compétitions ont continué par la suite avec d'autres équipes de niveau inférieur.
La Premier Reserve League est composé de deux poules : une poule pour les clubs du nord et une poule pour les clubs du sud. A partir de 2004, les champions des deux poules s'affrontent pour déterminer un champion national. De 2006 à sa dissolution en 2012, le championnat est réservé aux équipes dont l'équipe senior fait partie des 20 membres de la Premier League : par conséquent, la relégation d'une équipe senior de Premier League entraîne automatiquement la relégation de l'équipe réserve et son remplacement par l'équipe réserve du club promu de Championship.
Premier Reserve League
| Édition        | Champions Poule Nord | Champions Poule Sud | Vainqueur de la finale |
| -------------- | -------------------- | ------------------- | ---------------------- |
| 1999-2000      | Liverpool            | Derby County        |                        |
| 2000-2001      | Everton              | Derby County        |                        |
| 2001-2002      | Manchester United    | Ipswich Town        |                        |
| 2002-2003      | Sunderland           | Watford             |                        |
| 2003-2004 (en) | Aston Villa          | Charlton Athletic   |                        |
| 2004-2005 (en) | Manchester United    | Charlton Athletic   | Manchester United      |
| 2005-2006 (en) | Manchester United    | Tottenham Hotspur   | Manchester United      |
| 2006-2007 (en) | Bolton Wanderers     | Reading             | Reading                |
| 2007-2008 (en) | Liverpool            | Aston Villa         | Liverpool              |
| 2008-2009 (en) | Sunderland           | Aston Villa         | Aston Villa            |
| 2009-2010 (en) | Manchester United    | Aston Villa         | Manchester United      |
| 2010-2011 (en) | Blackburn Rovers     | Chelsea             | Chelsea                |
| 2011-2012 (en) | Manchester United    | Aston Villa         | Manchester United      |

En 2012, la Premier Reserve League (en) est remplacé par une compétition réservée aux moins de 21 ans, la Professional Development League, dénommé également U21 Premier League. Le statut d'équipe de Professional Development League n'est plus directement lié au niveau de l'équipe première. Les équipes sont autorisées à inscrire trois joueurs de champs et un gardien de l'équipe première en plus de leur effectif. Les clubs de la troisième ligue ayant voté contre la création d'une ligue pour les moins de 21 ans, ils ont à la place continué de jouer pour la Central League, une ligue pour les équipes réserves. Auparavant, les clubs prenant part à la Premier Reserve League étaient automatiquement relégués si l'équipe première était relégué de Premier League.
De 2012 à 2016, les équipes étaient autorisés à joueur qu'avec des joueurs de moins de 21 ans. De 2016 à 2022, les équipes inscrivent des joueurs de moins de 23 ans dans leur effectif, avant que la Fédération anglaise de football ne rabaisse la limite d'âge à 21 ans à partir de la saison 2022-2023.

### Sytème actuel
| Championnat                         | Organisateur            | Clubs participants                  |
| ----------------------------------- | ----------------------- | ----------------------------------- |
| U21 Premier League/Premier League 2 | Premier League          | Académies évaluées Catégorie 1      |
| Professional Development League     | Premier League          | Académies évaluées Catégorie 2      |
| Central League                      | English Football League | Académies évaluées Catégorie 3 et + |

### U21 Premier League / Premier League 2
Entre 2012 et 2014, elle est composée d'une seule division puis de deux divisions entre 2014 et 2023 avant le retour à la poule unique en 2023.
Division (2012-2014)
Durant les deux premières saisons (2012-2013 et 2013-2014), le champion est l'équipe qui remporte la finale du championnat. 
La saison 2012-13 est composée d'une phase initiale de 3 groupes (1 de 8 et 2 de 7), d'une seconde phase puis d'une pahse finale tandis que celle de 2013-14 se joue en format championnat avec un seul match avec les quatre meilleurs qui se qualifient en demi-finales.
| Édition        | Nombre de clubs | Vainqueur             | Deuxième              | Troisième                         |
| -------------- | --------------- | --------------------- | --------------------- | --------------------------------- |
| 2012-2013 (en) | 22              | Manchester United U21 | Tottenham Hotspur U21 | Everton U21 Liverpool U21         |
| 2013-2014 (en) | 22              | Chelsea U21           | Manchester United U21 | Manchester City U21 Liverpool U21 |

Deux divisions (2014-2023)
- Division 1

Dès la saison 2014-2015, la saison se joue en format championnat aller-retour et le vainqueur de la compétition est l'équipe finissant 1er du classement de la Division 1.
| Édition        | Nombre de clubs | Vainqueur             | Deuxième            | Troisième                  |
| -------------- | --------------- | --------------------- | ------------------- | -------------------------- |
| 2014-2015 (en) | 12              | Manchester United U21 | Liverpool U21       | Chelsea U21                |
| 2015-2016 (en) | 12              | Manchester United U21 | Sunderland U21      | Everton U21                |
| 2016-2017 (en) | 12              | Everton U23           | Manchester City U23 | Liverpool U23              |
| 2017-2018 (en) | 12              | Arsenal U23           | Liverpool U23       | Leicester City U23         |
| 2018-2019 (en) | 12              | Everton U23           | Arsenal U23         | Brighton & Hove Albion U23 |
| 2019-2020 (en) | 12              | Chelsea U23           | Leicester City U23  | Brighton & Hove Albion U23 |
| 2020-2021 (en) | 13              | Manchester City U23   | Chelsea U23         | Tottenham Hotspur U23      |
| 2021-2022 (en) | 14              | Manchester City U23   | West Ham United U23 | Arsenal U23                |
| 2022-2023 (en) | 14              | Manchester City U21   | Liverpool U21       | Chelsea U21                |

- Division 2

En 2014, la Premier League décide la création d'une deuxième division. Lors de la première saison, le champion et son vice sont promus en première division; dès la seconde, seul le champion accède directement  et les clubs classés 2e à la 5e jouent des barrages composés de demi-finales et de la finale pour un ticket. Les clubs ne peuvent pas être relégués en division inférieure sauf s'ils ne parviennent pas à obtenir leur licence, ils sont alors relégués en catégorie 2 et disputent la Professional Development League.
| Édition        | Nombre de clubs | Vainqueur                   | Deuxième                    | Troisième                  | Vainqueur des barrages      |
| -------------- | --------------- | --------------------------- | --------------------------- | -------------------------- | --------------------------- |
| 2014-2015 (en) | 12              | Middlesbrough U21           | Reading U21                 | Derby County U21           | pas de barrage              |
| 2015-2016 (en) | 12              | Derby County U21            | Arsenal U21                 | Swansea City U21           | Arsenal U21                 |
| 2016-2017 (en) | 12              | Swansea City U23            | Wolverhampton Wanderers U23 | Newcastle United U23       | West Ham United U23         |
| 2017-2018 (en) | 12              | Blackburn Rovers U23        | Aston Villa U23             | Brighton & Hove Albion U23 | Brighton & Hove Albion U23  |
| 2018-2019 (en) | 12              | Wolverhampton Wanderers U23 | Southampton U23             | Reading U23                | Southampton U23             |
| 2019-2020 (en) | 12              | West Ham United U23         | Manchester United U23       | West Bromwich Albion U23   | annulés                     |
| 2020-2021 (en) | 13              | Leeds United U23            | Stoke City U23              | Crystal Palace U23         | Crystal Palace U23          |
| 2021-2022 (en) | 14              | Fulham U23                  | Wolverhampton Wanderers U23 | Stoke City U23             | Wolverhampton Wanderers U23 |
| 2022-2023 (en) | 11              | Southampton U21             | Leeds United U21            | Nottingham Forest U21      | pas de barrage              |

1. ↑  Barrages annulés en raison de la Pandémie de Covid-19.

Poule Unique (depuis 2023)
A partir de la saison 2023-2024, la Premier League décide de revenir à un unique groupe constitué d'un nombre d'équipes variable qui s'affrontent dans un "système suisse" puis en phase finale.
| Édition        | Nombre de clubs | Vainqueur             | Score | Finaliste       | Demi-finalistes                          |
| -------------- | --------------- | --------------------- | ----- | --------------- | ---------------------------------------- |
| 2023-2024 (en) | 26              | Tottenham Hotspur U21 | 3 - 1 | Sunderland U21  | Chelsea U21 Reading U21                  |
| 2024-2025 (en) | 26              | Manchester City U21   | 2 - 0 | Southampton U21 | Crystal Palace U21 Manchester United U21 |
| 2025-2026 (en) | 29              |                       |       |                 |                                          |

Saison actuelle
| Poule unique (29 équipes) |
| --- |
| - Arsenal U21 - Aston Villa U21 - Birmingham City U21 - Blackburn Rovers U21 - Brighton & Hove Albion U21 - Burnley U21 - Chelsea U21 - Crystal Palace U21 - Derby County U21 - Everton U21 - Fulham U21 - Ipswich Town U21 - Leeds United U21 - Leicester City U21 - Liverpool U21 - Manchester City U21 - Manchester United U21 - Middlesbrough U21 - Newcastle United U21 - Norwich City U21 - Nottingham Forest U21 - Reading U21 - Southampton U21 - Stoke City U21 - Sunderland U21 - Tottenham Hotspur U21 - West Bromwich Albion U21 - West Ham United U21 - Wolverhampton Wanderers U21 |

### Professional Development League
La Professional Development League est le championnat de deuxième niveau composé d'un nombre d'équipes variables selon les saisons. Ces équipes sont réparties en deux groupes; le choix du groupe se fait suivant la situation géographique du club (poule nord ou poule sud).
Depuis la saison 2012-2013, les deux premiers de chaque groupe (4 équipes) se qualifient pour la phase finale composée de demi-finales et de la finale.
| 2012-2013 (en) | 23 | Charlton Athletic U21                                     | 3 - 1 (ap)                                                | Cardiff City U21                                          | Leicester City U21 Huddersfield Town U21                  |                                                           |                                                           |
| 2013-2014 (en) | 20 | Crewe Alexandra U21                                       | 1 - 0                                                     | Queens Park Rangers U21                                   | Cardiff City U21 Huddersfield Town U21                    |                                                           |                                                           |
| 2014-2015 (en) | 19 | Swansea City U21                                          | 3 - 2                                                     | Huddersfield Town U21                                     | Crystal Palace U21 Nottingham Forest U21                  |                                                           |                                                           |
| 2015-2016 (en) | 21 | Huddersfield Town U21                                     | 2 - 1                                                     | Sheffield United U21                                      | Charlton Athletic U21 Millwall U21                        |                                                           |                                                           |
| 2016-2017 (en) | 20 | Sheffield Wednesday U23                                   | 2 - 1                                                     | Hull City U23                                             | Charlton Athletic U23 Millwall U23                        |                                                           |                                                           |
| 2017-2018 (en) | 21 | Bolton Wanderers U23                                      | 2 - 1                                                     | Nottingham Forest U21                                     | Charlton Athletic U23 Crystal Palace U21                  |                                                           |                                                           |
| 2018-2019 (en) | 20 | Leeds United U23                                          | 1 - 0                                                     | Birmingham City U23                                       | Coventry City U23 Ipswich Town U23                        |                                                           |                                                           |
| 2019-2020 (en) | 21 | Championnat abandonnée à cause de la Pandémie de Covid-19 | Championnat abandonnée à cause de la Pandémie de Covid-19 | Championnat abandonnée à cause de la Pandémie de Covid-19 | Championnat abandonnée à cause de la Pandémie de Covid-19 | Championnat abandonnée à cause de la Pandémie de Covid-19 | Championnat abandonnée à cause de la Pandémie de Covid-19 |
| 2020-2021 (en) | 18 | Birmingham City U23                                       | 2 - 0                                                     | Sheffield United U23                                      | Bristol City U23 Ipswich Town U23                         |                                                           |                                                           |
| 2021-2022 (en) | 17 | Coventry City U21                                         | 3 - 2                                                     | Bristol City U23                                          | Ipswich Town U21 Sheffield United U21                     |                                                           |                                                           |
| 2022-2023 (en) | 20 | Millwall U21                                              | 2 - 1                                                     | Sheffield United U21                                      | Bristol City U21 Hull City U21                            |                                                           |                                                           |
| 2023-2024 (en) | 21 | Sheffield United U21                                      | 2 - 1                                                     | Birmingham City U21                                       | Millwall U21 Swansea City U21                             |                                                           |                                                           |
| 2024-2025 (en) | 22 | Brentford U21                                             | 3 - 2                                                     | AFC Bournemouth U21                                       | Burnley U21 Sheffield United U21                          |                                                           |                                                           |
| 2025-2026 (en) | 20 |                                                           |                                                           |                                                           |                                                           |                                                           |                                                           |

Saison actuelle
| (20 équipes) | (20 équipes) |
| Groupe Nord | Groupe Sud |
| --- | --- |
| - Barnsley U21 - Coventry City U21 - Crewe Alexandra U21 - Fleetwood Town U21 - Huddersfield Town U21 - Hull City U21 - Peterborough United U21 - Sheffield United U21 - Sheffield Wednesday U21 - Wigan Athletic U21 | - AFC Bournemouth U21 - Brentford U21 - Bristol City U21 - Cardiff City U21 - Charlton Athletic U21 - Colchester United U21 - Millwall U21 - Queens Park Rangers U21 - Swansea City U21 - Watford U21 |

### Central League
La Central League est fondée en 1911, la compétition a connu de nombreux changements depuis les années 1980 ce qui a beaucoup perturbé le championnat. Historiquement, elle concerne les équipes réserves des clubs du sud du pays.
Entre 1911 et 1982, la compétition était organisée en une seule division puis le format change par la suite, une deuxième division est ajouté jusqu'en 1995. Le nombre de groupes varie alors d'une saison jusqu'à quatre groupes.
Depuis la réforme de 2012, cette compétition est réservée aux équipes réserves de catégories 3 et 4.
Il existe également une coupe dite Central League Cup depuis 1996,.

### Football Combination
Créée en 1915 sous le nom de London Combination, la Football Combination (en) est disputée par les réserves après guerre. Elle est renommée Football Combination en 1955.
En 1999, comme la Central League, les clubs de la désertent (passe de 29 à 22 clubs).
La compétition est supprimée en 2012 à la suite de la mise en place du Elite Player Performance Plan.

## Compétitions U18

### Histoire
La FA Premier Youth League est créée en 1997 pour remplacer en partie la South East Counties League (en). Seize équipes y participent en étant répartis dans deux groupes. Dès la saison suivante, une réorganisation a lieu avec deux divisions : une concernant les U19 et une seconde pour les U17; elle est renommée en FA Premier Academy League. En 2004, une nouvelle réforme a lieu avec la suppression des catégories pour une seule catégorie d'âge, les U18; cette organisation reste jusqu'en 2012.
Premier Youth League/Premier Academy League
| Édition      | Vainqueur                          | Vainqueur                          |
|              | FA Premier Youth League (Under-18) | FA Premier Youth League (Under-18) |
| ------------ | ---------------------------------- | ---------------------------------- |
| 1997–1998    | Arsenal U18                        | Arsenal U18                        |
|              | FA Premier Academy League          |                                    |
| Under-19     | Under-17                           |                                    |
| 1998–1999    | West Ham United U19                | Blackburn Rovers U17               |
| 1999–2000    | West Ham United U19                | Arsenal U17                        |
| 2000–2001    | Nottingham Forest U19              | Ipswich Town U17                   |
| 2001–2002    | Arsenal U19                        | Newcastle United U17               |
| 2002–2003    | Blackburn Rovers U19               | Leeds United U17                   |
| 2003–2004    | Southampton U19                    | Aston Villa U17                    |
|              | Premier Academy League (Under-18)  |                                    |
| 2004–2005    | Blackburn Rovers U18               | Blackburn Rovers U18               |
| 2005–2006    | Southampton U18                    | Southampton U18                    |
| 2006–2007    | Leicester City U18                 | Leicester City U18                 |
| 2007–08 (en) | Aston Villa U18                    | Aston Villa U18                    |
| 2008–09 (en) | Arsenal U18                        | Arsenal U18                        |
| 2009–10 (en) | Arsenal U18                        | Arsenal U18                        |
| 2010–11 (en) | Everton U18                        | Everton U18                        |
| 2011–12 (en) | Fulham U18                         | Fulham U18                         |

En 2012, elle est remplacé à l'instar de la réforme de la Professional Development League : elle devient la Under-18 Premier League (U18 Premier League).

### Sytème actuel
| Championnat                         | Géré par                | Clubs participants                      |
| ----------------------------------- | ----------------------- | --------------------------------------- |
| U18 Premier League                  | Premier League          | Académies évaluées Catégorie 1          |
| U18 Professional Development League | Premier League          | Académies évaluées Catégorie 2          |
| EFL Youth Alliance                  | English Football League | Académies évaluées Catégorie 3 ou 4     |
| National League U19 Alliance        | National League         | Académies évaluées Catégorie 5 ou moins |

### U18 Premier League
Le premier niveau est composé d'un nombre d'équipes variables réparties dans deux poules géographiques : une concernant les clubs du nord et une seconde concernant les clubs du sud.
Le vainqueur final se qualifie pour le premier tour de qualification de l'UEFA Youth League; si le vainqueur de la Premier League U18 est qualifié pour la Ligue des champions de l'UEFA via le championnat sénior, la place est alors redistribuée au vainqueur du championnat de jeunes de l'association suivante.
| Édition        | Nombre de clubs | Vainqueur   | Score | Finaliste           | Demis-finalistes                          |
| -------------- | --------------- | ----------- | ----- | ------------------- | ----------------------------------------- |
| 2012-2013 (en) | 23              | Fulham U18  | 3 - 0 | Reading U18         | Everton U18 Sunderland U18                |
| 2013-2014 (en) | 22              | Everton U18 | 1 - 0 | Manchester City U18 | Tottenham Hotspur U18 West Ham United U18 |

| Édition        | Nombre de clubs | Champion            | Vice-champion | Troisième           |
| -------------- | --------------- | ------------------- | ------------- | ------------------- |
| 2014-2015 (en) | 24              | Middlesbrough U18   | Everton U18   | Chelsea U18         |
| 2015-2016 (en) | 24              | Manchester City U18 | Everton U18   | Chelsea U18         |
| 2016-2017 (en) | 24              | Chelsea U18         | Arsenal U18   | Manchester City U18 |

| Édition        | Nombre de clubs | Vainqueur Groupe Nord                                     | Vainqueur Groupe Sud                                      | Champion                                                  | Score                                                     |
| -------------- | --------------- | --------------------------------------------------------- | --------------------------------------------------------- | --------------------------------------------------------- | --------------------------------------------------------- |
| 2017-2018 (en) | 24              | Manchester United U18                                     | Chelsea U18                                               | Chelsea U18                                               | 3 - 0                                                     |
| 2018-2019 (en) | 24              | Derby County U18                                          | Arsenal U18                                               | Derby County U18                                          | 5 - 2                                                     |
| 2019-2020 (en) | 24              | Championnat interrompu à cause de la pandémie de Covid-19 | Championnat interrompu à cause de la pandémie de Covid-19 | Championnat interrompu à cause de la pandémie de Covid-19 | Championnat interrompu à cause de la pandémie de Covid-19 |
| 2020-2021 (en) | 18              | Manchester City U18                                       | Fulham U18                                                | Manchester City U18                                       | 3 - 1                                                     |
| 2021-2022 (en) | 28              | Manchester City U18                                       | Southampton U18                                           | Manchester City U18                                       | 2 - 1                                                     |
| 2022-2023 (en) | 25              | Manchester City U18                                       | West Ham U18                                              | Manchester City U18                                       | 2 - 1                                                     |
| 2023-2024 (en) | 26              | Manchester United U18                                     | Chelsea U18                                               | Manchester United U18                                     | 2 - 1                                                     |
| 2024-2025 (en) | 26              | Aston Villa U18                                           | Manchester City U18                                       | Aston Villa U18                                           | 1 - 0                                                     |
| 2025-2026 (en) | 29              |                                                           |                                                           |                                                           |                                                           |

Saison actuelle
| (29 équipes) | (29 équipes) |
| Groupe Nord | Groupe Sud |
| --- | --- |
| - Blackburn Rovers U18 - Burnley U18 - Derby County U18 - Everton U18 - Leeds United U18 - Liverpool U18 - Manchester City U18 - Manchester United U18 - Middlesbrough U18 - Newcastle United U18 - Nottingham Forest U18 - Stoke City U18 - Sunderland U18 - Wolverhampton Wanderers U18 | - Arsenal U18 - Aston Villa U18 - Birmingham City U18 - Brighton & Hove Albion U18 - Chelsea U18 - Crystal Palace U18 - Fulham U18 - Ipswich Town U18 - Leicester City U18 - Norwich City U18 - Reading U18 - Southampton U18 - Tottenham Hotspur U18 - West Bromwich Albion U18 - West Ham United U18 |

### U18 Professional Development League
Le second niveau est également composé d'un nombre d'équipes qui varie selon les saisons : les équipes sont réparties dans deux poules selon la situation géographique du club (Nord ou Sud).
Les deux premiers de chaque poule se qualifient en phase finale : 1er A vs 2e B et 1er B vs 2e A.
Le champion est l'équipe qui parvient à gagner la finale des play-offs.
| Édition        | Nombre de clubs | Vainqueur                                                 | Score                                                     | Finaliste                                                 |
| -------------- | --------------- | --------------------------------------------------------- | --------------------------------------------------------- | --------------------------------------------------------- |
| 2012-2013 (en) | 20              | Queens Park Rangers U18                                   | 1 - 0                                                     | Huddersfield Town U18                                     |
| 2013-2014 (en) | 20              | Hudersfield Town U18                                      | 3 - 3 / (6 - 5 t. a. b.)                                  | Crewe Alexandra U18                                       |
| 2014-2015 (en) | 19              | Charlton Athletic U18                                     | 1 - 0                                                     | Brentford U18                                             |
| 2015-2016 (en) | 21              | Charlton Athletic U18                                     | 1 - 1 / (4 - 3 t. a. b.)                                  | Sheffield United U18                                      |
| 2016-2017 (en) | 20              | Sheffield United U18                                      | 1 - 0                                                     | Coventry City U18                                         |
| 2017-2018 (en) | 21              | Charlton Athletic U18                                     | 2 - 1                                                     | Crystal Palace U18                                        |
| 2018-2019 (en) | 20              | Sheffield Wednesday U18                                   | 3 - 2                                                     | Cardiff City U18                                          |
| 2019-2020 (en) | 21              | Championnat interrompu à cause de la pandémie de Covid-19 | Championnat interrompu à cause de la pandémie de Covid-19 | Championnat interrompu à cause de la pandémie de Covid-19 |
| 2020-2021 (en) | 18              | Wigan Athletic U18                                        | 2 - 0                                                     | Charlton Athletic U18                                     |
| 2021-2022 (en) | 17              | Sheffield United U18                                      | 2 - 1                                                     | Charlton Athletic U18                                     |
| 2022-2023 (en) | 20              | Barnsley U18                                              | 2 - 2 / (6 - 5 t. a. b.)                                  | Charlton Athletic U18                                     |
| 2023-2024 (en) | 21              | Birmingham City U18                                       | 3 - 2 (ap)                                                | Charlton Athletic U18                                     |
| 2024-2025 (en) | 22              | Bristol City U18                                          | 2 - 1 (ap)                                                | Watford U18                                               |
| 2025-2026 (en) | 20              |                                                           |                                                           |                                                           |

Saison actuelle
| (20 équipes) | (20 équipes) |
| Groupe Nord | Groupe Sud |
| --- | --- |
| - Barnsley U18 - Coventry City U18 - Crewe Alexandra U18 - Fleetwood Town U18 - Huddersfield Town U18 - Hull City U18 - Peterborough United U18 - Sheffield United U18 - Sheffield Wednesday U18 - Wigan Athletic U18 | - AFC Bournemouth U18 - Brentford U18 - Bristol City U18 - Cardiff City U18 - Charlton Athletic U18 - Colchester United U18 - Millwall U18 - Queens Park Rangers U18 - Swansea City U18 - Watford U18 |

### EFL Youth Alliance
De 1997 à 2005, il y a deux groupes puis dès la saison 2005-2006, il y'a désormais quatre groupes dénommés conférences.
Entre les saisons 2015-2016 et 2019-2020, deux nouvelles ligues sont ajoutées, les Merit League 1 et Merit League 2 puis lors de la saison 2020-2021, une Merit League 3 est ajoutée.
Le format évolue en 2024 avec un retour à deux groupes.
Format à deux groupes (1998-2005)
| Édition   | Nombre de clubs | Vainqueur du groupe nord | Vainqueur du groupe sud    |
| --------- | --------------- | ------------------------ | -------------------------- |
| 1998-1999 |                 | Sheffield United U18     | -                          |
| 1999-2000 |                 | Bury U18                 | Brighton & Hove Albion U18 |
| 2000-2001 |                 | Doncaster Rovers U18     | Leyton Orient U18          |
| 2001-2002 |                 | Tranmere Rovers U18      | Brentford U18              |
| 2002-2003 |                 | Tranmere Rovers U18      | Brentford U18              |
| 2003-2004 |                 | Oldham Athletic U18      | Cambridge United U18       |
| 2004-2005 |                 | Oldham Athletic U18      | Cambridge United U18       |

Format à quatre groupes (2005-2020)
| Édition        | Nombre de clubs | Vainqueur du groupe nord-ouest | Vainqueur du groupe nord-est | Vainqueur du groupe sud-ouest | Vainqueur du groupe sud-est |
| -------------- | --------------- | ------------------------------ | ---------------------------- | ----------------------------- | --------------------------- |
| 2005-2006      |                 | Oldham Athletic U18            | Chesterfield U18             | Yeovil Town U18               | Brighton & Hove Albion U18  |
| 2006-2007      |                 | Oldham Athletic U18            | Hull City U18                | Oxford United U18             | Queens Park Rangers U18     |
| 2007-2008      |                 | Walsall U18                    | Hull City U18                | Plymouth Argyle U18           | Queens Park Rangers U18     |
| 2008-2009      |                 | Wrexham U18                    | Chesterfield U18             | Swindon Town U18              | Southend United U18         |
| 2009-2010      |                 | Preston North End U18          | Hull City U18                | Swindon Town U18              | Millwall U18                |
| 2010-2011      |                 | Rochdale U18                   | Chesterfield U18             | Swindon Town U18              | Queens Park Rangers U18     |
| 2011-2012      |                 | Preston North End U18          | Hull City U18                | Plymouth Argyle U18           | Queens Park Rangers U18     |
| 2012-2013      |                 | Wrexham U18                    | Hull City U18                | Bristol Rovers U18            | Portsmouth U18              |
| 2013-2014      |                 | Blackpool U18                  | Bradford City U18            | Exeter City U18               | Colchester United U18       |
| 2014-2015      |                 | Bury U18                       | Bradford City U18            | AFC Bournemouth U18           | Barnet U18                  |
| 2015-2016      |                 | Wigan Athletic U18             | Mansfield Town U18           | Plymouth Argyle U18           | Luton Town U18              |
| 2016-2017      |                 | Blackpool U18                  | Mansfield Town U18           | Exeter City U18               | Leyton Orient U18           |
| 2017-2018      |                 | Rochdale U18                   | Mansfield Town U18           | Exeter City U18               | MK Dons U18                 |
| 2018-2019      |                 | Wigan Athletic U18             | Grimsby Town U18             | Oxford United U18             | Northampton Town U18        |
| 2019-2020      |                 | Preston North End U18          | Doncaster Rovers U18         | AFC Bournemouth U18           | Peterborough United U18     |
| 2020-2021      |                 | Fleetwood Town U18             | Notts County U18             | Oxford United U18             | Peterborough United U18     |
| 2021-2022 (en) | 44              | Preston North End U18          | Bradford City U18            | AFC Bournemouth U18           | AFC Wimbledon U18           |
| 2022-2023 (en) | 46              | Blackpool U18                  | Harrogate Town U18           | AFC Bournemouth U18           | Luton Town U18              |
| 2023-2024 (en) | 45              | Preston North End U18          | Mansfield Town U18           | Plymouth Argyle U18           | Luton Town U18              |

Format à deux groupes (depuis 2024)
| Édition        | Nombre de clubs | Champion             | Vainqueur du groupe nord | Vainqueur du groupe sud |
| -------------- | --------------- | -------------------- | ------------------------ | ----------------------- |
| 2024-2025 (en) | 44              | Bolton Wanderers U18 | Bolton Wanderers U18     | Luton Town U18          |
| 2025-2026 (en) | 42              |                      |                          |                         |

Saison actuelle
| (42 équipes) | (42 équipes) |
| Groupe Nord | Groupe Sud |
| --- | --- |
| - Blackpool U18 - Bolton Wanderers U18 - Bradford City U18 - Burton Albion U18 - Carlisle United U18 - Chesterfield U18 - Doncaster Rovers U18 - Grimsby Town U18 - Lincoln City U18 - Mansfield Town U18 - Morecambe U18 - Notts County U18 - Oldham Athletic U18 - Port Vale U18 - Preston North End U18 - Rotherham United U18 - Salford City U18 - Shrewsbury Town U18 - Stockport County U18 - Walsall U18 - Wrexham U18 | - AFC Wimbledon U18 - Barnet U18 - Bristol Rovers U18 - Bromley U18 - Cambridge United U18 - Cheltenham Town U18 - Exeter City U18 - Forest Green Rovers U18 - Gillingham U18 - Leyton Orient U18 - Luton Town U18 - Milton Keynes Dons U18 - Newport County U18 - Northampton Town U18 - Oxford United U18 - Plymouth Argyle U18 - Portsmouth U18 - Stevenage U18 - Sutton United U18 - Swindon Town U18 - Wycombe Wanderers U18 |

### National League U19 Alliance
La National League U19 Alliance, anciennement National League Youth Alliance est une compétition de jeunes gérée par la National League, cette compétition est créée en 2005 sous le nom de Football Conference Youth Alliance avant d'être renommée National League Youth Alliance en 2015. Le choix de la division se fait de par la situation géographique du club. Les clubs qui y participent sont de catégorie 5 ou moins.
En 2025-2026, il y a neuf groupes composés de dix à douze équipes chacune.